# Mathurin Cherpitel
Mathurin Cherpitel (Parigi, 1736 – Parigi, 13 novembre 1809) è stato un architetto francese.

## Biografia
Figlio di un maestro falegname parigino, con laboratorio in rue de Bourgogne, seguì l'insegnamento di Jacques-François Blondel e trascorse tre anni come designer nello studio di Ange-Jacques Gabriel prima di vincere il Prix de Rome al concorso dal 1758. A Roma, Cherpitel realizzò rilievi di edifici e disegni pittoreschi, molti dei quali vennero senza dubbio attribuiti al suo amico Hubert Robert.
Tornato a Parigi, ebbe grandi difficoltà a sfondare. Suo padre, impiegato in diversi cantieri nel Faubourg Saint-Germain, riuscì a fargli avere degli ordini. Intorno al 1765, fu impiegato nello studio di François Dominique Barreau de Chefdeville al Palais Bourbon. Per il duca di Harcourt, eseguì i disegni per una ricostruzione dell'Hôtel de Locmaria, rue de l'Université. Nel 1766 partecipò al concorso, vinto da Claude-Nicolas Ledoux, per la ricostruzione dell'Hôtel d'Uzès, rue Montmartre. Nel 1768 ottenne finalmente il suo primo ordine: il tenente generale di polizia, Antoine de Sartine, lo incaricò di costruire l'edificio degli uffici delle infermerie, in rue de Gramont.
Cherpitel realizzò poi progetti per il palazzo del principe Esthérazy a Vienna, per il Buckingham Palace a Londra e per il Primo Ministro di Parma. Pubblicò anche, con la vedova Chéreau, una Collezione di trofei. Intorno al 1770 divenne un noto e ricercato architetto. Costruì l'Hôtel du Châtelet in rue de Grenelle, la sua opera più notevole, l'Hôtel de Damas d'Antigny e l' Hôtel de Rochechouart. Alla Chaussée d'Antin costruì, per Jacques Necker, un grande hotel che fu poi affittato ai Mirepoix e poi ai Barentin. Nel Faubourg Saint-Honoré, costruì due hotel adiacenti per il Sabran e il conte d'Andlau.
Sull'Île de la Cité ricostruì quasi completamente la chiesa di Saint-Barthélemy (demolita poco dopo il suo completamento). Succedette a Chalgrin nella chiesa di Saint-Pierre-du-Gros-Caillou. Architetto dei tesori reali, lavorò nei vescovati di Agen, Chartres, Orléans e Laon. Costruì diversi castelli nelle province compresi quelli di Varennes e Everly.
Membro della Académie royale d'architecture dal 1776, Cherpitel fu assistente professore all'Accademia e professore all'École nationale supérieure des beaux-arts sotto il Consolato.
Morì il 13 novembre 1809 a Parigi, e una tomba della sua famiglia si trova nel cimitero di Montmartre, avenue Cordier, 3ª divisione.

## Opere principali

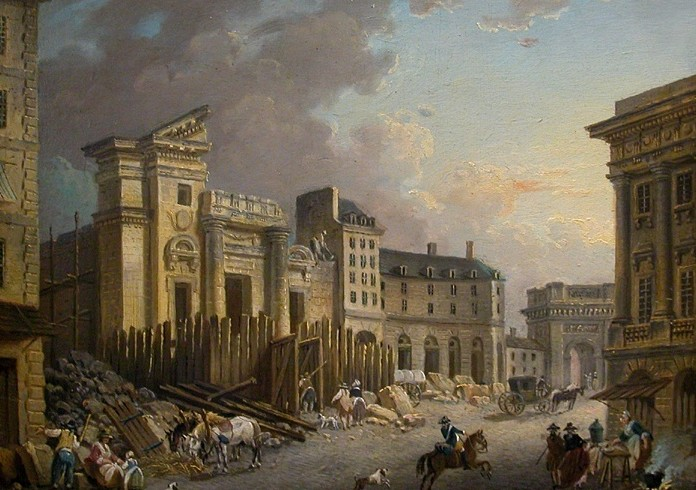
Pierre-Antoine Demachy, La demolizione della chiesa di Saint-Barthélemy de la Cité, 1791. Parigi, Museo Carnavalet.

- Hôtel du Châtelet, 127 rue de Grenelle, Parigi, 1770 - 1776
- Hôtel de Damas d'Antigny, attuale Ambasciata della Corea del Sud, 125 rue de Grenelle, Parigi
- Hotel de Rochechouart, 110 rue de Grenelle, Parigi, 1776
- Chiesa di Saint-Pierre-du-Gros-Caillou, Parigi
- Chiesa di Saint-Barthélemy de la Cité, Parigi, 1772 - 1791 (distrutta nel 1791 )
- Hotel Necker, Chaussée d'Antin[2]
- Hotel d'Andlau, 43 rue du Faubourg-Saint-Honoré, Parigi
- Hôtel de Sabran, 47 rue du Faubourg-Saint-Honoré, Parigi
- Grande salone dell'Hôtel de Mortemart, rue Saint-Guillaume, Parigi, 1778
- Castello per il marchese de Ségur, vicino a Bordeaux
- Castello per il banchiere Cotin, vicino a Bordeaux
- Castello di Varennes
- Château d'Everly vicino a Bray-sur-Seine (Senna e Marna ), per il duca di Mortemart, 1785 - 1789 (in gran parte distrutto; restano gli edifici delle stalle e dei capannoni)